# 후타코이 얼터너티브
후타코이 얼터너티브(일본어: フタコイ オルタナティブ)는 미디어웍스사의 독자참가 기획의 하나인 후타코이의 기본 설정을 바꾸어 놓은 후속편이다. 애니메이션이 2005년 4월 9일부터 6월 30일까지 방영되어 첫 선을 보였고, 원작과 마찬가지로 플레이스테이션 2를 기반으로 한 게임이 개발되었다.
하렘물이었던 후타코이와는 달리, 캐릭터의 설정이 바뀌고, 유일하게 서로 성격이 달랐던 시로가네 자매를 히로인으로 하여 이야기를 전개해나간다. 모에를 배제하고 요란한 액션과 기발한 전개, 그리고 전위적인 코미디, 시원스런 작풍등 많은 부분이 바뀌었다. 다른 자매들은 조연이나 단역으로 지위가 하락하였다. 청년기의 끝과 어른이 되는 것의 아픔을 주제로 삼고 있으며, 제 9 회 문화청 미디어 예술제(文化庁メディア芸術祭 분카쵸 미디아 게이츄즈사이[*])에서 심사위원회 추천작품으로 뽑혔다.
오프닝에서 각 자매들이 무장을 한 채, 액션을 펼치는 모습들로 그려져 있는데, 본편에서도 무장하고 싸우는 자매는 히나기쿠 자매뿐이다. 이는 UFO테이블의 장난이다. 엔딩은 클레이메이션 제작이다.

## 캐릭터
후타바 렌타로(双葉恋太郎)
성우 - 세키 토모카즈
후타코이 얼터너티브에서의 주인공으로, 어릴적 부모가 이혼하자, 아버지를 따랐다. 대학에 다니던 도중 탐정이었던 아버지가 죽자, 대학을 자퇴하고 뒤를 이어, 후타바탐정사무소의 소장이 되었다. 후타코타마의 사람들에게는 2대째(二代目 니다이메[*])라고 불리고 있다. 어느날 사무소에 찾아온 시로가네 자매의 의뢰를 받아 해결하고 진심으로 탐정이 되기로 결심한다.
시로가네 사라·소쥬(白鐘 沙羅·双樹)
성우 - 미즈하시 카오리(사라), 카도와키 마이(소쥬)
후타코이 얼터너티브의 히로인, 후타바탐정사무소에 반동거상태로 들나들며, 렌타로의 조수를 맡고 있다. 게임에서는 시라코우리 학원에 다니고 있으며, 학교에서 실종된 학생들의 실종사건에 대한 조사를 의뢰한다.
히나기쿠 루루·라라(雛菊 るる·らら)
성우 - 하세가와 시즈카(루루), 오치아이 유리카(라라)
1화에서 무언가와 싸우고 낙하산을 펼쳐 내려온 후, 여러곳에서 등장한다. 게임에서는 뉴스방송의 캐스터를 맡아 등장한다.
모모이 아이·마미(桃衣 愛·舞)
성우 - 다카하시 지아키(아이), 산고 미나코(마이)
렌타로의 고교시절의 첫 사랑이자 현 고등학교 교사, 마이는 아이에 대한 뒷조사를 의뢰하였다.
사쿠라즈키 키라·유라(桜月 キラ ·ユラ)
성우 - 이츠키 유이(키라), 츠나카케 유미(유라)
후타코타마에 있는 폭력단 사쿠라즈키 구미(桜月組)의 단장의 딸로, 엄격한 보호아래에 자란탓에 권총을 차고다니는 등의 행동을 거리낌없이 한다. 고딕고리 가면의 가명을 쓰며 사쿠라즈키 구미의 활동을 방해하고 있다. 게임에서는 후타코 공원의 건설현장에 폭약을 설치하는 등의 과격한 일도 한다.
치구사 유이·코이(千草 初·恋)
성우 - 요시미즈 고즈에(유이), 구와타니 나쓰코(코이)
애완동물 가게의 직원으로, 사라진 개를 찾아달라고 후타바 탐정사무소에 의뢰하였다.
이치죠 카오루코·스미레코(一条 薫子·菫子)
성우 - 호리에 유이(카오루코), 코시미즈 아미(스미레코)
렌타로의 모친의 고향인 후타코자와 마을의 신사에 사는 소꿉친구였던 무녀자매로, 어릴적 허혼을 한 약속을 떠올리고 마을로 초대하였다.
후타바 아이노스케
성우 - 오가와 도오루
겐 아저씨
성우 - 노무라 겐지
스기사쿠 미치루
성우 - 나카니시 유미코

## 애니메이션

### 줄거리
후타고타마가에 있는 후타바탐정사무소의 소장인 렌타는 죽은 아버지의 뒤를 이어, 소박하게나마 의뢰를 해결나가고 있었다. 어느 날, 조수를 자청하며 들어닥친 시로가네 자매와 반동거 상태로 함께 살아가며 여러가지로 얶이게 된다.

### 방영 목록
1. コロッケとヘリと地下ボクシングと私 - 크로켓과 헬기와 언더그라운드 복싱과 나
2. ノーネーム・デイ - 이름 없는 날
3. エメラルドマウンテン・ハイ - 에메랄드마운틴 하이
4. ニコパク・ラプソディ - 니코파크 랩소디
5. 7DAYZ(…and Happy Dayz) - 7일간(...그리고 행복한 날들)
6. どうして好きなのに別れちゃったの? - 어째서 좋아하면서 헤어지는거야?
7. 双葉恋太郎最初の事件 - 후타바 렌타로의 첫 사건
8. サはさよならのサ - 사는 안녕의 사
9. フタコイ - 후타코이
10. クマのように舞い イカのように刺す - 곰처럼 춤추고, 오징어처럼 찌른다
11. 燃える二子魂川 - 불타는 니코타마가와 강
12. 光ある場所へ - 빛이 있는 곳으로
13. 3人でいたい - 세사람이서 있고 싶어

애니메이션의 3~5화가 TV방영때와 DVD에서의 순서(3화 -> 5화, 4화 -> 3화, 5화 -> 4화)가 달라져 있다.

### 주제가
여는 곡
《New World》 by 배유미(M.I.L.K)
닫는 곡
《우리들의 시간(ぼくらの時間 보쿠라노 지깐[*])》 by eufonius

### CD
- 《New World/우리들의 시간(ぼくらの時間 보쿠라노 지깐[*])》 - 2005년 4월 27일 (KICM-3105)
- SOUND TRACK 《HAPPY DETECTIVE LIVES》 - 2005년 7월 21일 (KICA-705)
- 《A STORY OF LOVE》(SOUND TRACK CD+공식 사이트에서 방송된 웹라디오 특별편) - 2005년 9월 22일 (KICA-709,710)

### DVD
1. 2005년 8월 24일 (KIBA-91233)
2. 2005년 9월 22일 (KIBA-91234)
3. 2005년 10월 26일 (KIBA-91235)
4. 2005년 11월 23일 (KIBA-91236)
5. 2005년 12월 21일 (KIBA-91237)
6. 2006년 1월 25일 (KIBA-91238)

- DVD 박스 #1 2005년 8월 24일
- DVD 박스 #2 2005년 10월 26일

## 게임
애니메이션 《후타코이 얼터너티브》의 세계관을 따와, 메르베르스 인터렉티브가 게임으로 만들었으며, 2005년 6월 23일에 이용 등급 CERO B로 발매하였다. 부제목은 사랑과 소녀와 기관총(恋と少女とマシンガン 코이토 쇼죠토 마신간[*]). 어드벤처 게임으로서 공통적으로 시작하여, 플레이어의 진행에 따라 6조의 자매의 시나리오로 분할되며, 모에(燃え)와 모에(萌え)로 나누는 선택지로 인한 대화의 변화를 갖는 구조로 이루어져 있다. 그리고 게임 중간에 주어진 시간안에 콘트롤러의 키를 입력해야 하는등의 퍼즐 게임의 요소도 갖추고 있다.

### 줄거리
니코타마 시에서 사립탐정으로 살아가고 있는 후타바 렌타로에게 함께 동거하며, 조수로서 일하고 있는 시로가네 자매가 사건 해결의 의뢰를 제시해 왔다. 그것은 자신들이 다니고 있는 학교에서 실종된 여학생들을 찾아 달라는 것, 처음에는 단순 실종 사건으로 여긴 렌타로였지만, 사건을 조사해가며 점점 커다란 사건에 맞몰려 가게 된다.

### 주제가
여는 곡
《사랑의 도둑 놀이(恋泥棒ごっこ 고이도로보곳코[*])》 by 쌍둥이 자매들
닫는 곡
《미소짓는 하늘에서 만나요(笑顔のそらで会いましょう 에가오노 소라데 아이마쇼우[*]》 by 미즈하시 카오리, 카도와키 마이

## 관련 상품

### 소설
아래의 두 소설은 가도카와 쇼텐에서 출판되었다.
- 후타코이 얼터너티브 -THE NOVEL- (글: 쿠도 오사무) 2005년 7월 30일 - ISBN 9784840231190
- 후타코이 얼터너티브 G (글: 킨게츠 류노스케) 발매일: 2006년 7월 29일 - ISBN 9784840235440

### 만화
- 후타코이 얼터너티브 - 전격대왕 2005년 4월호 ~ 2006년 3월호까지 아라키 카나오가 연재하였다.

1. 2006년 3월 - ISBN 978-4-840-23420-7

## 같이 보기
- 후타코이

## 참조
1. ↑  “審査委員会推薦作品 : アニメーション部門”. 文化庁メディア芸術プラザ. 2010년 2월 7일에 원본 문서에서 보존된 문서. 2009년 3월 21일에 확인함. 다음 글자 무시됨: ‘平成17年度(第9回)文化庁メディア芸術祭’ (도움말)